# Quận lỵ
Quận lỵ (tiếng Anh: county seat) là trung tâm quản lý một quận, nhiều khi là thành phố lớn nhất, ở nhiều quốc gia.

## Việt Nam
Thời Việt Nam Cộng hòa, Quận là đơn vị hành chính trực tiếp dưới tỉnh (bất kể là khu vực đô thị hay thôn quê) và quận lỵ được dùng để chỉ lỵ sở của đơn vị đó. Quận lỵ được đặt trong một xã, nhưng chỉ một phần của một xã. Ngày nay tại Việt Nam, quận là đơn vị hành chính trực thuộc một thành phố trực thuộc trung ương và chỉ dành cho khu vực thành thị (bên cạnh huyện dành cho khu vực nông thôn). Khái niệm quận lỵ (trung tâm quận) ít còn được dùng nhưng khái niệm huyện lỵ (trung tâm huyện) vẫn còn được dùng.   

## Hoa Kỳ & Canada
Ở những tiểu bang vùng Tân Anh của Hoa Kỳ và những Tỉnh Duyên hải tại Canada, danh từ "shire town" cũng được dùng, nhưng chỉ được sử dụng chính thức ở Vermont.
Các quận ở Louisiana được gọi là "parish" (nguyên nghĩa là giáo xứ do ảnh hưởng lịch sử của Giáo hội Công giáo từ thời thuộc Pháp và Tây Ban Nha). Trong khi đó Alaska dùng "borough" (tức là khu vực lớn của tiểu bang). Lỵ sở của "parish" gọi là "parish seat" và "borough" là "borough seat".
Tỉnh Ontario của Canada, ngoài "quận" còn dùng những danh từ như "territorial district" (lãnh khu), "district municipality" (thị xã khu vực), "metropolitan municipality" (thị xã đô thành), và "regional municipality" (thị xã vùng), tất cả đều tương đương với quận.

## Anh
Ở Anh, Wales, và Ireland, "county town" được sử dụng. Thuật ngữ này chỉ phổ biến ở Scotland và Bắc Ireland, nhưng hai xứ này của Anh nay không còn chia ra thành quận nữa – thay vì đó, nó được chia ra thành miền và huyện.